# Parque (metropolitana di Lisbona)
Parque è una stazione della linea Blu della metropolitana di Lisbona ed è stata inaugurata nel 1959. È una delle prime stazioni della linea Blu, nonché di tutta la rete metropolitana.
Nel 1994 la stazione ha avuto dei lavori di ristrutturazione ed è stata dedicata, dagli artisti che hanno lavorato alle decorazioni dei mosaici e sui pannelli di azulejos, allo spirito umano e alle scoperte.